# Saint-Pierre-de-Plesguen
Saint-Pierre-de-Plesguen (bretonisch Sant-Pêr-Plewenn) ist eine Ortschaft und eine ehemalige französische Gemeinde mit 3.072 Einwohnern (Stand: 1. Januar 2022) im Département Ille-et-Vilaine in der Region Bretagne. Sie gehörte zum Arrondissement Saint-Malo und zum Kanton Combourg.
Mit Wirkung vom 1. Januar 2019 wurden die ehemaligen Gemeinden Saint-Pierre-de-Plesguen, Lanhélin und Tressé zur Commune nouvelle Mesnil-Roc’h zusammengeschlossen und haben in der neuen Gemeinde der Status einer Commune déléguée. Der Verwaltungssitz befindet sich im Ort Saint-Pierre-de-Plesguen.

## Bevölkerungsentwicklung
| Jahr                       | 1962 | 1968 | 1975 | 1982 | 1990 | 1999 | 2007 | 2016 |
| Einwohner                  | 2270 | 2164 | 2038 | 2023 | 2075 | 1977 | 2459 | 2884 |
| Quellen: Cassini und INSEE |      |      |      |      |      |      |      |      |

## Sehenswürdigkeiten
Zu den Sehenswürdigkeiten der Gemeinde zählt die Kirche Saint-Pierre-Saint-Firmin aus dem 15.–16. Jahrhundert. Als sehenswert gilt ebenfalls die Poststation aus dem Jahr 1800, in der Napoléon III. und seine Frau im Jahr 1858 Gäste waren.
Das Schloss Le château du Rouvre wurde zum ersten Mal im Jahr 1381 erwähnt. Es wurde am Ende des 16. Jahrhunderts zerstört und im 18. Jahrhundert wiederaufgebaut.

## Persönlichkeiten
In Saint-Pierre-de-Plesguen lebte der Schriftsteller Hughes Felicité Robert de Lamennais (1782–1854).